# Finlands politik
Finlands politiske system er en form for parlamentarisk repræsentativt demokrati hvor det er sikret, at magten er delt mellem forskellige instanser. Parlamentet (”Rigsdagen”) er den lovgivende magt, Statsrådet er den parlamentariske ledelse af den udøvende magt, mens domstolene er sikret uafhængighed.

## Præsidenten
Finland er en republik, hvor statsoverhovedet er en præsident (finsk: Presidentti svensk: President) der vælges ved direkte valg. Valgperioden for præsidenten er 6 år og ved forfald fungerer statsministeren som præsident. Præsidenten har en række udøvende opgaver og træffer i de fleste sager afgørelse efter indstilling fra statsrådet.
Præsidentens ansvarsområder indbefatter bl.a. ledelsen af udenrigspolitikken  og funktionen som den formelle øverste chef for forsvaret.
Præsidenten udnævner den af parlamentet valgte statsminister og udnævner de af statsministeren valgte ministre som medlemmer af statsrådet. Præsidenten udnævner også de ordinære dommere samt Rigsadvokaten, der leder anklagemyndigheden.
Desuden har præsidenten en række beføjelser som fx stadfæstelse af love vedtaget af parlamentet, udskrive parlamentsvalg i utide eller ret til at give benådning i enkeltstående tilfælde

## Statsrådet (Regeringen)
Statsrådet (finsk: Valtioneuvosto svensk: Statsrådet) består af Statsministeren og et nødvendigt antal ministre. . Der er knyttet et særligt kancelli (regeringskontor)til statsrådet. Statsrådet skal udføre præsidentens beslutninger og fremlægger også regeringens forslag til godkendelse i rigsdagen.
I egne sager deltager justitsombudsmanden og den særlige justitskansler i statsrådets møder og de kan deltage i debatten.  Justitsombudsmanden kan sammenlignes med den danske Folketingets Ombudsmand, mens justitskansleren er regeringens juridiske rådgiver og svarer nærmest til det danske Justitsministeriets Lovafdeling.

## Ministrene
Statsministeren (finsk: Pääministerin svensk: Statsministern) vælger ministrene der udnævnes af præsidenten.  Ministrene har ansvaret for udøvelsen af myndighed indenfor deres respektive ansvarsområder og de fremlægger deres forslag til nye love i statsrådet. 
Den nuværende finske regering er den 76. i rækken siden Finlands selvstændighed og ledes af statsministeren Sanna Marin. Regeringen består af yderligere 18 ministre i en flertalsregering.

## Rigsdagen
Den finske rigsdag (finsk: Eduskunta svensk: Riksdagen) har et kammer og består af 200 medlemmer, der vælges for en fireårig periode, ved almindelige proportionelle og hemmelige valg. Både politiske partier og et antal vælgere kan opstille kandidater til rigsdagsvalgene.
Præsidenten kan efter beslutning i rigsdagen udskrive nyvalg til rigsdagen i valgperioden (”valg i utide”).
Udover statsrådet (regeringen og præsidenten) kan parlamentsmedlemmer fremsætte lovforslag til behandling i rigsdagen.
Hvis præsidenten ikke ønsker at stadfæste en lov vedtaget af rigsdagen, skal loven sendes tilbage til rigsdagen til ny behandling. Præsidenten kan samtidig anmode enten den Højeste Domstol eller den Højeste Forvaltningsdomstol om en udtalelse. Vedtages loven på ny af rigsdagen, er den gældende uden stadfæstelse.
Rigsdagen ledes af en ”speaker” (finsk: Puhemies svensk: Talmand) og 2 vicespeakere.

## Politiske partier
Der er registreret 10 forskellige grupper i det finske parlament:
- Socialdemokraterne 40
- De Sande Finner 38
- Samlingspartiet 38
- Centerpartiet 31
- Grønt Forbund 20
- Venstreforbundet 16
- Svenske rigsdagsgruppe 10 (Svensk Folkeparti og Ålands repræsentant) 1
- Kristendemokraterne 5
- Liike Nyt 1
- Rigsdagsgruppen Ano Turtiainen 1

## Domstole
Domstolssystemet i Finland svarer til det svenske, dvs. en opdeling mellem civil- og kriminalret ved de ordinære domstole, og forvaltningsdomstole vedrørende offentligretlige sager. 
De almindelige domstole består af Den Højeste Domstol (finsk: Korkein oikeus svensk: Högsta Domstolen) (højesteret), 5 Hofretter (finsk: Hovioikeus svensk: Hovrätter) (landsret) og 27 Tingsretter (finsk: Käräjäoikeus svensk: Tingsrätter) (byret).
Forvaltningsdomstolene er opdelt med den Højeste Forvaltningsdomstol finsk: Korkein hallinto-oikeus svensk: Högsta förvaltningsdomstolen) og Regionale Forvaltningsdomstole.

## Regionale enheder
Finland er inddelt i kommuner, der indenfor nærmere angivne områder har administrativt selvstyre for kommunens indbyggere. Kommunen har ret til at opkræve skatter.

## Autonomi
Øgruppen Åland har selvstyre under Finland i henhold til beslutning fra Folkeforbundet i 1921 og i øvrigt fastsat i henhold til lovgivningen.